# Douains
Douains é uma comuna francesa na região administrativa da Normandia, no departamento de Eure. Estende-se por uma área de 11,16 km². Em 2010 a comuna tinha 511 habitantes (densidade: 45,8 hab./km²).